# 伦山区弗兰肯海姆
伦山区弗兰肯海姆（亦作Frankenheim auf der Rhön），通称弗兰肯海姆，是德国图林根州的一个市镇。总面积9.11平方公里，总人口1180人，其中男性607人，女性573人（2011年12月31日），人口密度130人/平方公里。